# Cryptopia
Cryptopia ist eine ehemalige neuseeländische Handelsplattform für Kryptowährungen. Der Marktplatz von Cryptopia bot Benutzern zusätzlich die Möglichkeit, private Gegenstände zum Tausch gegen Kryptowährungen anbieten.

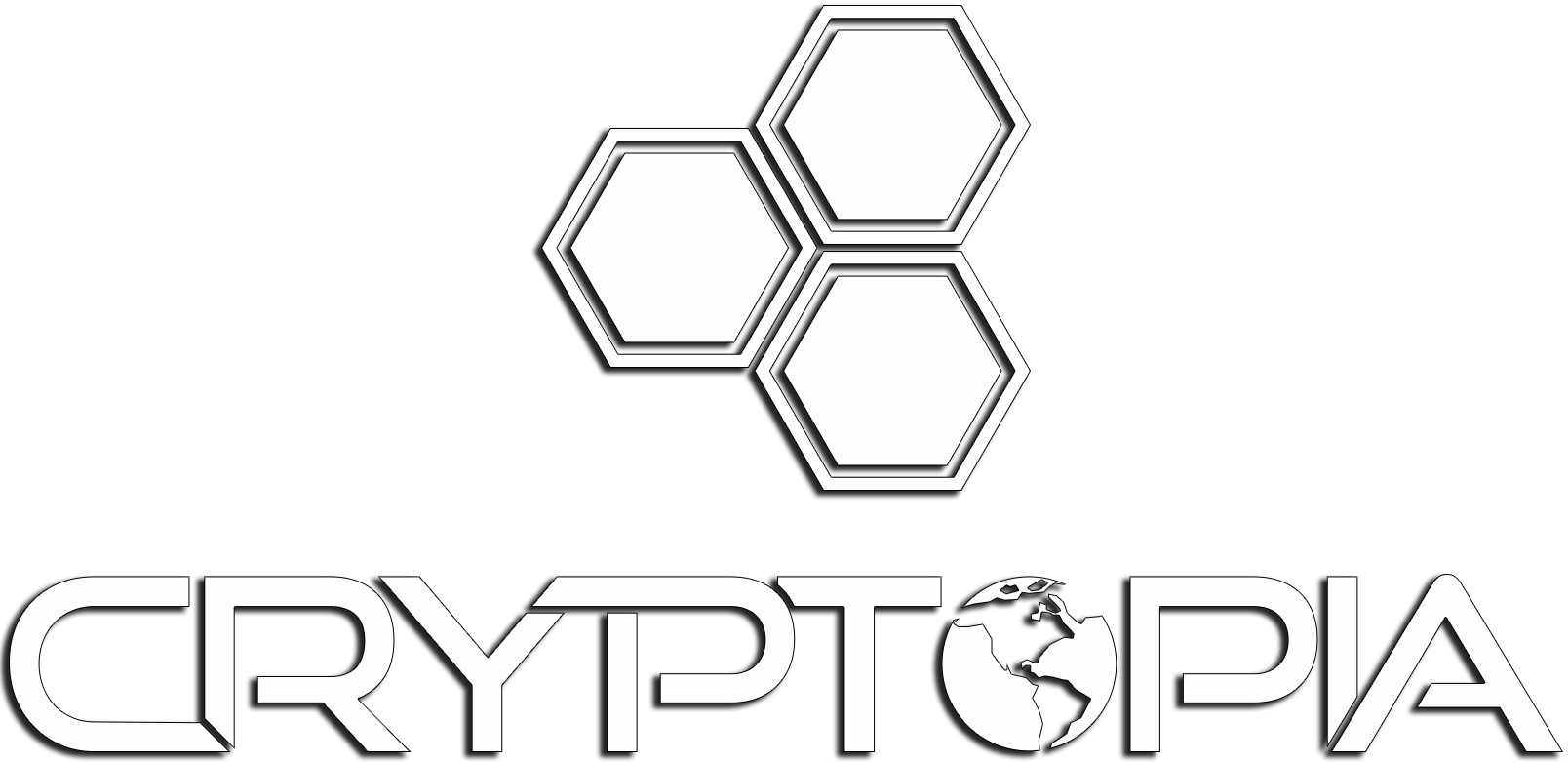
Cryptopia-Logo

## Geschichte
Cryptopia wurde 2014 von Rob Dawson und Adam Clark gegründet. 2018 wuchs die Zahl der Mitarbeiter auf über 50 an.
Die Handelsplattform unterstützte zeitweise mehr als 400 Kryptowährungen.
Im Mai 2017 brachte Cryptopia einen eigenen Stablecoin heraus, das „New Zealand Dollar Token (NZDT)“, welches den Wert des New Zealand Dollars abbilden sollte.
Durch den Krypto-Boom Ende 2017 stiegen die Nutzerzahlen der Handelsplattform von 30.000 auf mehr als 1.000.000 Benutzer an. Ende 2018 waren mehr als 2 Millionen Nutzer bei Cryptopia registriert. Wie auch auf vielen anderen Krypto-Handelsplattformen wurden infolgedessen Neuanmeldungen vorübergehend gestoppt. Zudem unterbrach Cryptopia das Handeln der Währungen Dogecoin und Litecoin, da davon ausgegangen wurde, dass diese Märkte dem großen Zustrom an Handelsanfragen nicht standhalten würden.
Im Januar 2018 wurde publik, dass die ASB Bank alle Konten, die mit dem NZDT in Verbindung stehen, bis Februar des gleichen Jahres schließen würde.
Infolgedessen wurden alle weiteren Einzahlungen des Tokens gestoppt und Cryptopia rief seine Nutzer dazu auf, sich die Token bis zu der Deadline auszahlen zu lassen.
Ein Relaunch des NZDT-Tokens war in Zusammenarbeit mit einer neuen, kleineren Bank für 2019 geplant.
Am 15. Januar 2019 gab Cryptopia bekannt, dass Hacker eine Sicherheitslücke ausnutzen konnten, was zu „erheblichen Verlusten“ führte. Seitdem befindet sich die Handelsplattform im Wartungszustand und die neuseeländische Polizei ermittelt in Zusammenarbeit mit internationalen Behörden.